# Жандебьен, Александр
Алекса́ндр Жандебье́н (фр. Alexandre Gendebien, 1789, Монс — 6 декабря 1869, Брюссель) — бельгийский государственный деятель.
Будучи адвокатом в Брюсселе во время существования Объединённого королевства Нидерландов, приобрёл политическое влияние, особенно как защитник Луи Де Поттера и сотрудник оппозиционного «Courrier des Pays-Bas». Во время революции 1830 года был членом национального конгресса и временного правительства, министром юстиции, потом президентом верховного суда.
После избрания принца Леопольда Саксен-Кобургского королём бельгийцев Жандебьен примкнул к оппозиции.
В 1839 году, когда ему не удалось помешать территориальным уступкам в пользу Нидерландов, Жандебьен сложил с себя депутатские полномочия, сохранив, однако, прежнее значение в среде свободомыслящих бельгийцев. Ему воздвигнута статуя в Брюсселе.